# Stylogaster schlingeri
Stylogaster schlingeri är en tvåvingeart som beskrevs av Camras och Parrillo 1985. Stylogaster schlingeri ingår i släktet Stylogaster och familjen stekelflugor.
Artens utbredningsområde är Colombia. Inga underarter finns listade i Catalogue of Life.